# كم مكاني
الكم المكاني أو الكم الفضائي (بالإنجليزية: Spatial quantization)‏ في ميكانيكا الكم هو تكميم الزخم الزاوي في فضاء ثلاثي الأبعاد. فهو ناتج عن حقيقة أن الزخم الزاوي للدوار الثابت يحدد في ثلاثة أبعاد ويكون مكمما.
ويمكن أن نتعرف في الدوار الثابت على L2 (مربع كمية الزخم الزاوي) وأحد مكوناتها (عادة المكون Lz‏ من الزخم الزاوي) معا لأن الإثنين هما مشغلي تبديل لميكانيكا الكم. ومع ذلك فإنه ليس من الممكن معرفة كلا العنصرين (على سبيل المثال Lx و Ly) في نفس الوقت وبالضبط.
لمعرفة مكون-z وحجم الزخم الزاوي بالضبط، فإن توجيه ناقل الزخم الزاوي يبدأ من نقطة واحدة بزاوية محددة، ولكنه لاينتهي بمكان معين في دائرة. فتكون النتيجة هي مخروط حيث القمة هي مقر الناقل وارتفاعه هو مكون-z. وبما أن المكونين x و y غير معروفين، فيمكن أن يمثل الزخم الزاوي أي ناقل مكون للمخروط.
ينتج الكم المكاني من حقيقة أنه لا يسمح الا لعدد قليل من قيم L في أنظمة ميكانيكا الكم. مثال: إذا كانت قواعد النظام تقتضي أن يكون L صحيحا في مجموعة {-2، -1، 0، 1، 2} فلن يكون هناك سوى خمسة أسطح يمكن ان نعثر بها على الزخم الزاوي: دائرة مسطحة متطابقة مع L =‏ 0، ومخروطان فوق تلك الدائرة حيث L =‏ 1 و L =‏ 2 ومخروطان تحت الدائرة حيث L =‏ -1 و L =‏ -2.
لايحدث كم مكاني في الميكانيكا الكلاسيكية، لأن هناك عدد كبير من القيم المسموحة ل L. وبما ان بعضا من تلك القيم المسموح بها تقترب من اللانهائي، فإن عدد المخاريط التصورية تقترب من اللانهائي أيضا، فتشكل الدوائر مجالا كرويا أساسي مستمر، بحيث يمكن أن تكون ناقلات الزخم في أي مكان في هذا المجال. أما في ميكانيكا الكم فإن الزخم الزاوي يكمن فقط في عدد قليل من دوائر تلك الكرة وهمية.